# Karamian (île)
 (mai 2024).
Karamian est une petite île de la mer de Java, à environ 100 km au large de Bornéo, qui fait administrativement partie du Kabupaten de Sumenep dans la province de Java Est. Faisant partie des îles Masalembu, elle est peuplée d'environ 4 000 personnes.

## Géographie
Karamian est entouré par la mer de Java. Elle est l'une des régions habitées les plus isolées du Kabupaten de Sumenep. Elle est située à plus de 200 km de la capitale du Kabupaten et la traversée depuis la capitale dure environ 17 h. Les eaux de l'île sont également peu profondes, ce qui oblige les cargos à faire escale à 2 milles des côtes de l'île. Elle ne présente aucune caractéristique géographique importante, son altitude la plus élevée se situant à seulement 7 mètres au-dessus du niveau de la mer. 

## Données démographiques
En 2015, l'île comptait 3 986 habitants (estimation de Statistique Indonésie)[réf. souhaitée] vivant dans 1 657 ménages. L’islam est de loin la religion majoritaire.

## Économie et services
La pêche emploie environ 1 000 personnes sur l'île, contre un peu moins de 400 pour l'agriculture, la noix de coco et le maïs étant les principales cultures. Il existe une école primaire publique, et des madrasas de niveau primaire et secondaire, mais l'île n'a pas de lycée[réf. souhaitée]. 